# 音江村
音江村（おとえむら）は、かつて北海道空知郡に存在した村である。1963年5月1日に周辺の深川町・一已村・納内村と合併し深川市となったが、現在も音江町として名を残している。
地名の由来は、アイヌ語の「オ・トゥイェ・ナイ」（川尻が崩れる川）より。

## 概要
町域は、現在の深川市の南部（石狩川以南の地域）を占める。
人口は1962年現在で7,562人。面積は123平方キロメートル。

## 歴史
- 1899年（明治32年）滝川村戸長役場から音江村戸長役場として分立。
- 1909年（明治42年）4月1日 - 北海道二級町村制施行に伴い、音江村が成立。
- 1963年（昭和38年）5月1日 - 音江村、雨竜郡深川町、一已村、納内村が合併し、深川市となる。

## 交通

### 鉄道
村内に鉄道路線は存在していなかった。最寄駅は妹背牛駅・深川駅・納内駅・神居古潭駅（いずれも函館本線、神居古潭駅は深川市に合併後の1969年に廃止）。また芦別線が村域を通る計画があったものの完成には至らなかった。

## 地名
- 稲田（いなだ）
- 内園（うちぞの）
- 音江（おとえ）
- 菊丘（きくおか）
- 国見（くにみ）
- 更進（こうしん）
- 向陽（こうよう）
- 広里（ひろさと）
- 吉住（よしずみ）